# Milnesium swolenskyi
Milnesium swolenskyi är en djurart som tillhör fylumet trögkrypare, och som beskrevs av Bertolani och Grimaldi 2000. Milnesium swolenskyi ingår i släktet Milnesium och familjen Milnesiidae. Inga underarter finns listade i Catalogue of Life.